# Johann Baptist von Graf
Johann Baptist Eduard Graf, ab 1849 Ritter von Graf (* 6. Mai 1798 in München; † 15. April 1882 ebenda), war ein deutscher Verwaltungsjurist, Politiker, Mitglied der Frankfurter Nationalversammlung.

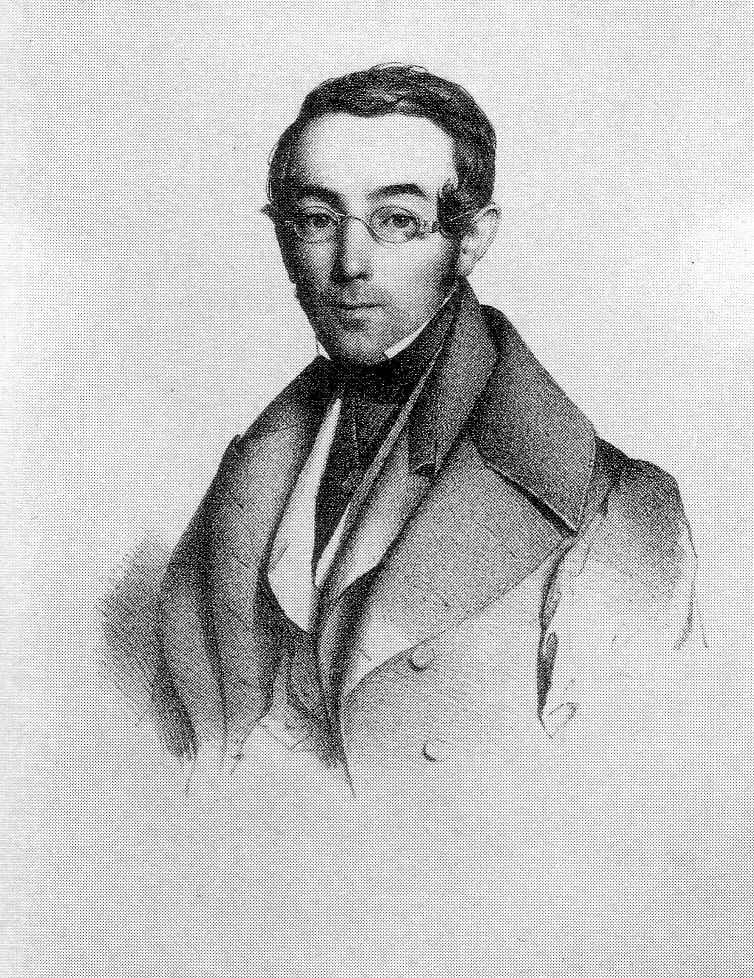
Johann Baptist von Graf

## Leben
Graf war ein Sohn des Medizinalrats und Oberstabsarztes Johann Baptist Graf. Nach dem Abitur (1814) am (heutigen) Wilhelmsgymnasium München studierte bis 1820 Rechtswissenschaften in Landshut und war dort, wie sein Bruder Carl Ritter von Graf (Leibarzt der Königswitwe Caroline), Mitglied des Corps Bavaria. 1821 wurde er Rechtspraktikant, 1823 Ratsakzessist bei der Regierung des Isarkreises (Kammer der Finanzen), 1826 funktionierender Fiskalbeamter bei der Staatsschuldentilgungskommission in München, 1827 Syndikus der Universität München, 1829 Assessor und Fiskal, 1837 Regierungs- und Fiskalrat, 1841 Rat bei der Staatsschuldentilgungskommission und 1848 Ministerialrat im bayerischen Finanzministerium sowie Kronanwalt der Staatsschuldentilgungskommission. 1871 trat er in den Ruhestand.
Vom 18. Mai 1848 bis 7. Mai 1849 gehörte Graf der Frankfurter Nationalversammlung an (Casino, Pariser Hof). Er votierte gegen die Wahl Friedrich Wilhelms IV. zum Deutschen Kaiser.